# Rạm
Rạm hay đam hay rạm đồng (Danh pháp khoa học: Varunidae) là một họ cua bao gồm các loài cua nhỏ, mình mỏng, bụng vàng, chân có lông, ở đồng lầy nước mặn hay các đồng ruộng. Chúng là một nguyên liệu cho nhiều món ẩm thực ở Việt Nam.

## Đặc điểm
Rạm cùng loài với cua nhưng rạm nhỏ hơn cua đồng với lớp vỏ cứng, mình dẹt, dẹp hơn cua đồng, trong nắp chúng có nhiều gạch, thịt ngọt và béo. Về ngoài, rạm đồng trông gần giống con cua đồng nhưng lớn hơn, đôi càng và các chân to khỏe hơn.
Rạm có giá trị dinh dưỡng cao, được người sành ăn ưa chuộng hơn cua đồng vì nhiều gạch, thịt ngọt và béo, vỏ lại mềm trông rạm rất giống cua đồng nhưng nhỏ hơn, đôi càng to, mai lồi lõm, xù xì, chúng có nhiều gạch, thịt ngọt và béo ngậy. Khác với cua hay ghẹ, thay vì phải bỏ vỏ mới ăn được, vỏ rạm lại giòn mềm nên có thể nhai cả vỏ. Vỏ rạm giòn lại chứa nhiều calci.

## Tập tính
Rạm là loài giáp xác đặc trưng của vùng nước lợ. Khu vực sinh sống của rạm là vùng nước lợ, gần các cửa sông, cửa lạch. Rạm thích ở đồng trũng, thường đào hang dọc theo các bờ ruộng. Hang rạm đào không sâu bằng hang cua, chỉ vừa lút vài ba ngón tay, vào mùa mưa bão, nước tràn vào hang, rạm bị động bơi ra rất nhiều. Rạm có tính tình hiền hơn cua đồng, chúng cũng không hung hăng như cua đồng, người ta dùng tay lựa mà không sợ bị kẹp.
Rạm đồng thường ra các khu rừng sú vẹt để sinh đẻ. Đến khi những chú rạm con to bằng đầu que diêm (dân gian gọi là con cốm) thì cốm lại vào đồng, tìm ruộng vừa gặt còn nguyên gốc rạ để chui vào ống rạ sống. Cứ đến mùa sinh sản, nhất là khoảng ngày rằm, mồng một tháng 4, tháng 5 âm lịch, rạm cặp đôi, kết thành bè, kéo nhau ra cửa sông.

## Các chi
Dưới đây là các chi rạm được ghi nhận:
Asthenognathinae Stimpson, 1858
- Asthenognathus Stimpson, 1858
- Globihexapus † Schweitzer & Feldmann, 2001

Cyclograpsinae H. Milne-Edwards, 1853
- Austrohelice K. Sakai, Türkay & Yang, 2006
- Chasmagnathus De Haan, 1833
- Cyclograpsus H. Milne-Edwards, 1837
- Helicana K. Sakai & Yatsuzuka, 1980
- Helice De Haan, 1833
- Helograpsus Campbell & Griffin, 1966
- Metaplax H. Milne-Edwards, 1852
- Miosesarma † Karasawa, 1989
- Neohelice K. Sakai, Türkay & Yang, 2006
- Paragrapsus H. Milne-Edwards, 1853
- Parahelice K. Sakai, Türkay & Yang, 2006
- Pseudohelice K. Sakai, Türkay & Yang, 2006

Gaeticinae Davie & N. K. Ng, 2007
- Gaetice Gistel, 1848
- Gopkittisak Naruse & P. F. Clark, 2009
- Sestrostoma Davie & N. K. Ng, 2007

Thalassograpsinae Davie & N. K. Ng, 2007
- Thalassograpsus Tweedie, 1950

Varuninae H. Milne-Edwards, 1853
- Acmaeopleura Stimpson, 1858
- Brachynotus De Haan, 1833
- Cyrtograpsus Dana, 1851
- Eriocheir De Haan, 1835
- Grapsodius Holmes, 1900
- Hemigrapsus Dana, 1851
- Neoeriocheir T. Sakai, 1983
- Noarograpsus N. K. Ng, Manuel & Ng, 2006
- Orcovita Ng & Tomascik, 1994
- Otognathon Ng & Stevcic, 1993
- Parapyxidognathus Ward, 1941
- Platyeriocheir N. K. Ng, J. Guo & Ng, 1999
- Pseudogaetice Davie & N. K. Ng, 2007
- Pseudograpsus H. Milne-Edwards, 1837
- Ptychognathus Stimpson, 1858b
- Pyxidognathus A. Milne-Edwards, 1879
- Scutumara Ng & Nakasone, 1993
- Tetragrapsus Rathbun, 1918
- Utica White, 1847
- Varuna Milne-Edwards, 1830

## Ẩm thực

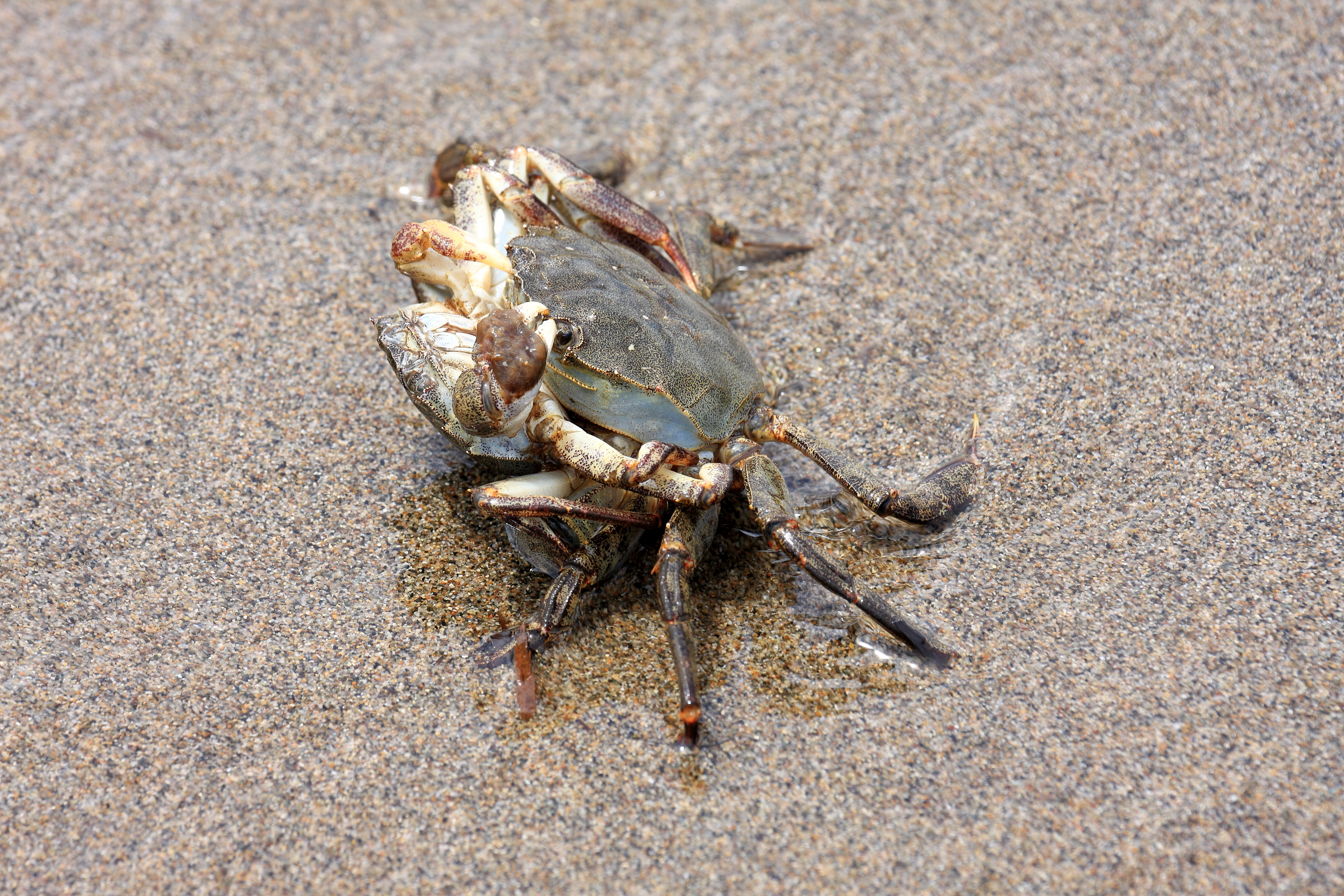
Một cặp rạm đang giao phối

Rạm chẳng phải là món ẩm thực của riêng vùng nào ở Việt Nam, chúng có từ Bắc tới Nam. Người dân thường bắt về và chế biến thành nhiều món ngon như rạm đồng xào lá lốt, rạm đồng lăn bột chiên giòn. Mồi câu rạm là cá đã bốc mùi ươn trộn với cám rang. Hình dáng rạm khá giống với cua đồng nên cũng khiến nhiều người mua lầm. Không nhiều thịt như cua biển lẫn cua đồng hay ghẹ nhưng rạm vẫn được ưa chuộng. Thường những người sành ăn sẽ chọn những con rạm cái vì vỏ mềm, nhiều gạch, càng to, thịt chắc. Nếu lựa cua, người ta thường lựa con đực để được nhiều thịt thì với rạm, lại chuộng con cái vì rạm cái vỏ mềm, lại nhiều gạch. Mà rạm thì thường ăn luôn cả vỏ, không xay ra như cua.